# Миколаївський собор (Новомиргород)
Микола́ївський собо́р, Собор Святого Миколи, Собор Святителя Миколая — кам'яний собор в Новомиргороді (сучасна Кіровоградська область), пам'ятка архітектури XVIII століття, зруйнований більшовиками в 1932 році. Був розташований на території сучасного міського парку.

## Історія
Початок існування Миколаївської похідної церкви, заснованої полковником Іваном Хорватом, датується 6 грудня 1752 року. Фундамент церкви на території Новомиргородського шанцю було закладено восени 1756 року. Архітектором було запрошено Степана Стобанського з Києва.
Соборна церква була збудована по благословінню Київського митрополита Тимофія Щербацького (1748–1757 роки). Будівництво собору велось за рахунок загальної суми асигнацій російського уряду, виданих Івану Хорвату на розвиток краю.
Станом на 1772 рік, собор був остаточно добудований. Першопочатково він був дерев'яним, а з каменю був викладений лише фундамент. Пізніше храм перебудували.
В 1792 році праворуч від головного входу в собор було поховано генерал-аншефа російської армії Петра Текелія, який за свій кошт облаштував тут вівтар на честь Петра і Павла. Над місцем склепу, на стіні храму висіло полотно з епітафією (тепер зберігається в Кіровоградському обласному краєзнавчому музеї).
Після набуття Новомиргородом в 1794 році губернського та єпархіального значення, собор Святого Миколая став кафедральним. Сюди були переведені духовна семінарія та консисторія.
В 1799 році єпископом став архієрей Афанасій Іванов.
В 1804 році після переведення Павлом I архієрейської кафедри з Новомиргорода до Катеринослава, Миколаївський собор втратив статус кафедрального і став звичайним міським собором. Його настоятелем став протоієрей Федір Дмитрієвський з підпорядкуванням всього новомиргородського духовенства Єлисаветградському духовному правлінню.
На Великдень «Діяння святих апостолів» з амвона собору читалися старослов'янською, грецькою, староєврейською та латинською мовами. В цей час рідко, через невеликі інтервали, дзвонили в дзвін, який висів на третьому ярусі дзвіниці. Саме цей дзвін мав особливе, заспокоююче своєю мелодійністю звучання. Існувала легенда, що коли його відливали, в місто приїхав один запорозький козак, який не назвав свого прізвища, привіз із собою чимало срібла і попросив, щоб його розтопили в тому литві.
Зі створенням 14 жовтня 1921 року УАПЦ святомиколаївська парафія визнає її юрисдикцію і служба починає вестися українською мовою.
У 1823 році до собору були прибудовані два приділи — Петра і Павла та Різдва Богородиці.
1 серпня 1924 року дияконом УАПЦ призначається Козубенко Федір Андріянович.
5 вересня 1924 року настоятелем призначається протоієрей Феофан Хомжа, який 27 листопада 1925 року стає Єпископом Новомиргородським і Зінов'євським.
3 січня 1926 року дияконом УАПЦ призначається Колосовський Віктор Іванович, який в 1919 році закінчив 7 класів Златопільської чоловічої гімназії, а з 29 березня 1926 року переводиться священиком Святовознесенської парафії УАПЦ в Турію.
На території собору, вздовж сучасної вулиці Поповкіна, знаходились келії жіночого монастиря.
В 1932 році, під час чергової атеїстичної кампанії Миколаївський собор було продано на злом маловисківській цукроварні, після чого підірвано. Ще раніше з дзвіниці зняли дзвони.
Після зруйнування собору келії черниць було переведено до Лебединського монастиря. На місці собору було розбито парк і побудовано дитячий садок.

## Опис

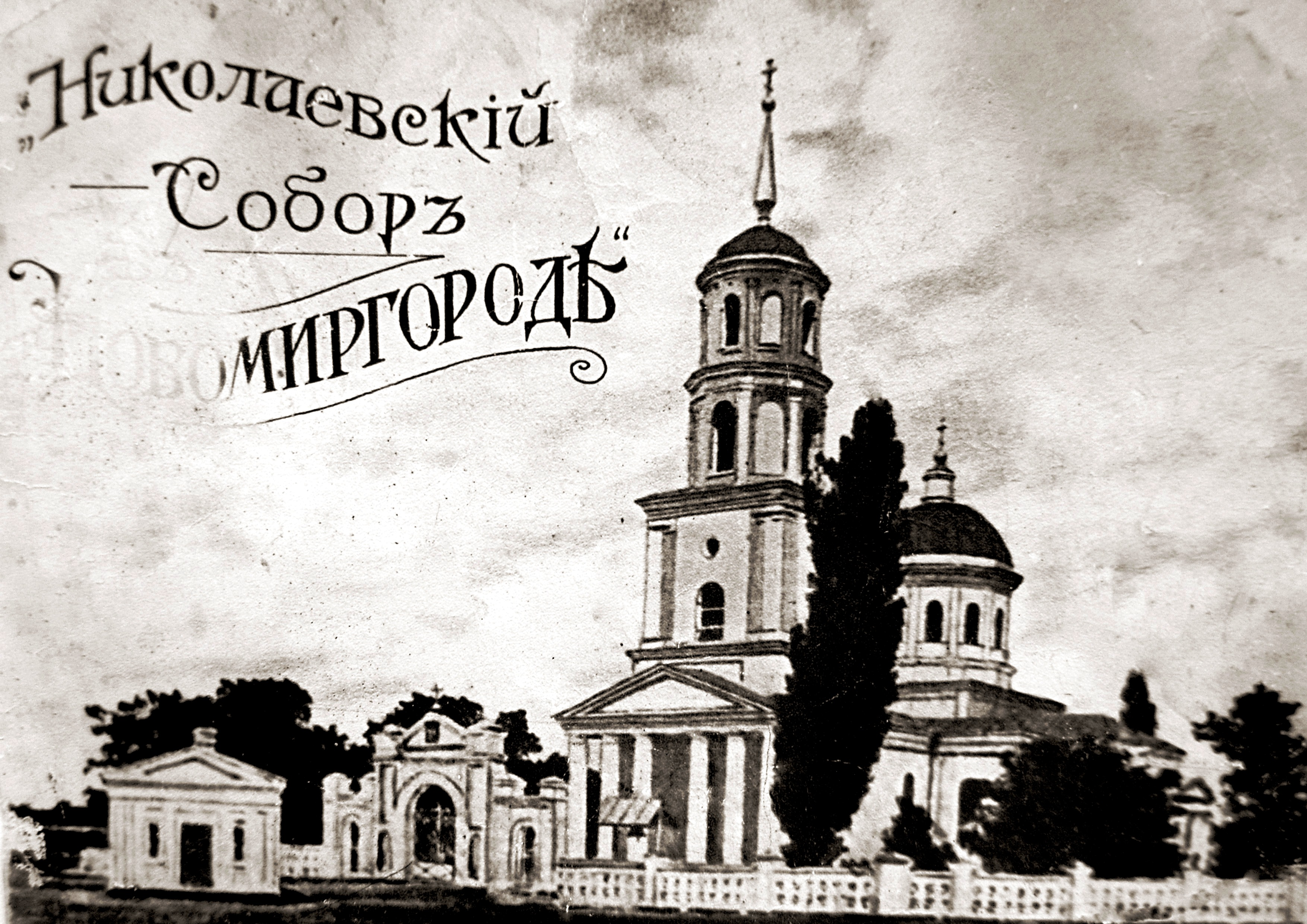
Миколаївський собор. Дореволюційне фото

Собор був розташований безпосередньо на території шанцю, виконаний в стилі ампір.
У плані являв собою дев'ятидільну хрещату споруду, над якою підіймалась чотирикутна баня, закінчена дванадцятисегментним шатром, що був увінчений круглим глухим ліхтарем та позолоченою кулею. Основу внутрішньої частини собору в плані становив прямокутник, який зі своїми боковими прибудовами, бабинцем, вівтарем та арочними склепіннями утворювали величезний простір, що не тільки ширився по основній осі, а й піднімався по висхідній вгору, утворюючи ґрандіозне склепіння.
В висоту собор мав 40,5 м, в довжину — 36 м, в ширину — 15 м.
Собор побудований до карнизів з цегли, вище — з дерева. Собор мав низькі зводи, його рамена дуже виступали, тому здалеку він здававсь дещо розпластаним (у вигляді корабля). При наближенні розпластаність зникала. Високі віконні отвори нижнього та верхнього ярусів надавали споруді стрімкості й легкості. По вертикалі стіни собору членувалися ледве помітними пілястрами, що забезпечувало храмові витриману суворість, а дванадцятикутна баня, яка була оздоблена напівколонами, вигідно виділялася над усією будовою.
До храму були прибудовані прямокутні апсиди такої ж височини, як і рамена. Вони мали по два вікна однакового розміру, як і прибудови, що надавало будівлі внутрішнього простору та зовнішньої філігранності. Самі апсиди, органічно поєднані з основною будівлі, утворювали одне ціле.
Дзвіниця собору — в плані чотирикутна вежа — була прибудована до бабинця, а в інтер'єрі його продовжувала. Вона мала чотири яруси, які завершувались кулястоподібним шатром, увінченим високим шпилем, що гармонійно доповнював споруду і становив головну вертикальну домінанту собору. Вхід до дзвіниці був з бабинця. На її другому ярусі висів великий дзвін, діаметром до 2,5 метра. Калатало дзвону мало близько 65-80 кг. Його можна було чути в радіусі 10-20 км.
Великі півциркульні вікна та глухі ніші своєю світлотіньовою грою надавали дзвіниці легкості та добре заповнювали стіновий простір. Центральний вхід храму прикрашав шестиколонний портик іонійського ордеру.
Подвір'я собору було оточене білою цегляною огорожею вишуканої форми: площини муру між стовпцями були заповнені ґратчастими плитами, зробленими з обпаленої глини. Головні ворота та два бокові входи вкупі нагадували своєрідну браму і також були виконані з цегли. Разом з огорожею та вхідними арками це підкреслювало та доповнювало шпильову композицію всього ансамблю.
Високий (5 ярусів) різьблений іконостас відділяв вівтар від центральної частини храму і мав великі центральні ворота, по обидва боки від яких знаходились менші двері. Між центральними та боковими дверима простір був заповнений іконами в багатій та пишній оправі. Над центральними ворітьми містився трикутник, в середині якого намальоване всевидяще око. Від двох бокових сторін рівнораменного трикутника розходилися довгі промені, виготовлені з дерева та покриті позолотою. Ліворуч і праворуч від центральної частини собору перед амвоном містилися криласи. Хори знаходились на західній центральній частині храму другого ярусу.